# 日本資源回收標誌
日本資源回收標誌是根據日本1991年制定的《資源有效利用促進法》（資源の有効な利用の促進に関する法律）的規定所必須標示的。當產品廢棄時，收集再利用時即可以以此當作分類的標記。
日本資源回收標誌與塑膠分類標誌十分類似，兩者皆有圍繞的箭頭，內文皆依照材質的不同而標示在被箭頭圍繞的中間。除了可以用內文判斷材料的種類之外，箭頭圍繞的方式也可以用來判斷材料的種類：
- 三角形代表鋁
- 方形代表塑膠
- 圓形代表鋼
- 橢圓形代表紙

而其中的內文，常常用縮簡寫表示，如用代表（讀音：pura māku，來自於英文中的plastic mark，塑膠標誌）或是用代表（讀音：aruminiumu，來自於英文中的aluminium，鋁）等。

## 標誌與使用的對象
| 標誌       | 內容               | 敘述 | 適用對象與法規 |
| ---------- | ------------------ | --- | --- |
| 鋁罐       | 鋁罐               | 容量在七公升以下，內容是充分的裝填飲料（包括酒精飲料）的鋁製罐 | 根據〈鋼製與鋁製罐裝填充飲料標示標準規定事項省令〉所規定。使用對象為「罐製造業者及罐裝飲料的充填業者，與將這類罐裝飲料進口的業者」。                         |
| 鋼罐       | 鋼罐               | 容量在七公升以下，內容是充分的裝填飲料（包括酒精飲料）的鋼製罐 | 根據〈鋼製與鋁製罐裝填充飲料標示標準規定事項省令〉所規定。使用對象為「罐製造業者及罐裝飲料的充填業者，與將這類罐裝飲料進口的業者」。                         |
| 紙         | 紙製容器包裝       | 主要以紙製作的飲料、醬油與酒類充填的容器包裝，而聚對苯二甲酸乙二酯製的容器以及〈關於資源有效利用促進法施行令中第五之六項欄中規定的特殊容器包裝省令〉第二條規定的不包括於其中     | 根據〈特定容器包裝標示標準事項規定省令〉所規定。使用對象為「別表第一欄中所指的對象」                                                                         |
| 塑膠       | 塑膠製容器包裝     | 主要以塑膠製作的飲料、醬油與酒類充填的容器包裝，而聚對苯二甲酸乙二酯製的容器以及〈關於資源有效利用促進法施行令中第五之六項欄中規定的特殊容器包裝省令〉第二條規定的不包括於其中。 | 根據〈特定容器包裝標示標準事項規定省令〉所規定。使用對象為「別表第一欄中所指的對象」。                                                                       |
| 寶特瓶     | 寶特瓶             | 容量於150毫升以上，內容是充分的裝填飲料（包括酒精飲料）與醬油的聚對苯二甲酸乙二酯製的容器。                                                                                      | 根據〈聚對苯二甲酸乙二酯製容器裝充填飲料標示標準規定事項省令〉所規定。使用對象為「容器製造業者及容器所裝飲料與醬油的充填業者，與將這類瓶裝飲料進口的業者」。 |
| 鎳鎘電池   | 鎳鎘電池           | 密閉形鹼性蓄電池（限於密閉形鎳鎘電池） | 根據〈密閉形蓄電池標示標準規定事項省令〉所規定。使用對象為「密閉形蓄電池製造業者及將密閉形蓄電池進口的業者」。                                               |
| 鎳氫電池   | 鎳氫電池           | 密閉形鹼性蓄電池（限於密閉形鎳氫電池） | 根據〈密閉形蓄電池標示標準規定事項省令〉所規定。使用對象為「密閉形蓄電池製造業者及將密閉形蓄電池進口的業者」。                                               |
| 鋰離子電池 | 鋰離子電池         | 鋰蓄電池（限於鋰離子電池） | 根據〈密閉形蓄電池標示標準規定事項省令〉所規定。使用對象為「密閉形蓄電池製造業者、將密閉形蓄電池進口的業者」。                                               |
| 鉛蓄電池   | 鉛蓄電池           | 密閉形鉛酸蓄電池（限於儲電量於234千庫侖以下） | 根據〈密閉形蓄電池標示標準規定事項省令〉所規定。使用對象為「密閉形蓄電池製造業者及將密閉形蓄電池進口的業者」。                                               |
| 聚氯乙烯   | 聚氯乙烯製建設資材 | 聚氯乙烯製建設資材 | 根據〈聚氯乙烯製建設資材標示標準規定事項省令〉所規定。使用對象為「聚氯乙烯製建設資材製造業者及將聚氯乙烯製建設資材進口的業者」。                             |

## 國際通用資源回收標誌

鋁罐在國際通用資源回收編碼的標示

鋁罐在日本資源回收標誌的標示

日本資源回收標誌與國際通用資源回收標誌僅有在寶特瓶（PET瓶）上是相同的，其餘都不相同。在塑膠類中，除了寶特瓶之外，其餘的在日本僅用同一個標誌，但是在國際通用的資源回收標誌中，則必須標明塑膠材料編碼。在其他類別中，日本資源回收標誌並沒有採用國際通用的資源回收編碼，而是以日文作為標示。
以鋁罐為例，在國際通用資源回收標誌必須標明回收編碼「41」，但是在日本資源回收標誌中僅用「（讀音：arumi）」，即日文的鋁（アルミニウム，讀音：aruminiumu）的簡寫來表示。